# Ronald Hill
Ronald Hill är en kulle i Antarktis. Den ligger i Sydshetlandsöarna. Argentina, Chile och Storbritannien gör anspråk på området. Toppen på Ronald Hill är 105 meter över havet.
Terrängen runt Ronald Hill är kuperad västerut, men österut är den platt. Havet är nära Ronald Hill österut. Trakten är glest befolkad. Närmaste befolkade plats är Gabriel de Castilla Spanish Antarctic Station, 5,6 kilometer väster om Ronald Hill. 